# Burlak (proyecto)
Burlak fue un proyecto de vehículo orbital ruso lanzado desde el aire y cancelado en 1992. En el período entre 1992 y 1994 el concepto fue estudiado por Alemania, pero finalmente no fue llevado a la práctica.
Basado seguramente en un misil antisatélite, habría sido lanzado desde un bombardero supersónico Tupolev Tu-160 a 13.500 metros de altura y Mach 1,7.
El lanzador resultante del proyecto alemán habría sido lanzado desde un Concorde.

## Especificaciones
- Carga útil: 1100 kg a LEO (200 km de altura); 550 kg a una órbita polar (1000 km de altura).
- Empuje en despegue: 302 kN
- Masa total: 27.400 kg
- Diámetro: 1,6 m
- Longitud total: 19 m